# Rezystancja statyczna
Rezystancja statyczna – jedna z rezystancji, obok dynamicznej, zdefiniowanych do opisu elementów o charakterystyce nieliniowej.
Rezystancję statyczną opisuje zależność:
{\displaystyle R={\frac {U}{I}}=k\operatorname {tg} \alpha }
gdzie:
{\displaystyle U,I} – napięcie oraz natężenie w obranym punkcie pracy,
{\displaystyle \alpha } – kąt nachylenia linii poprowadzonej przez początek układu współrzędnych oraz przez obrany punkt pracy,
k – współczynnik proporcjonalności, zależny od przyjętego układu jednostek.
W przypadku elementu o charakterystyce liniowej wartość rezystancji statycznej jest stała.